# 瑞娜·埃文斯

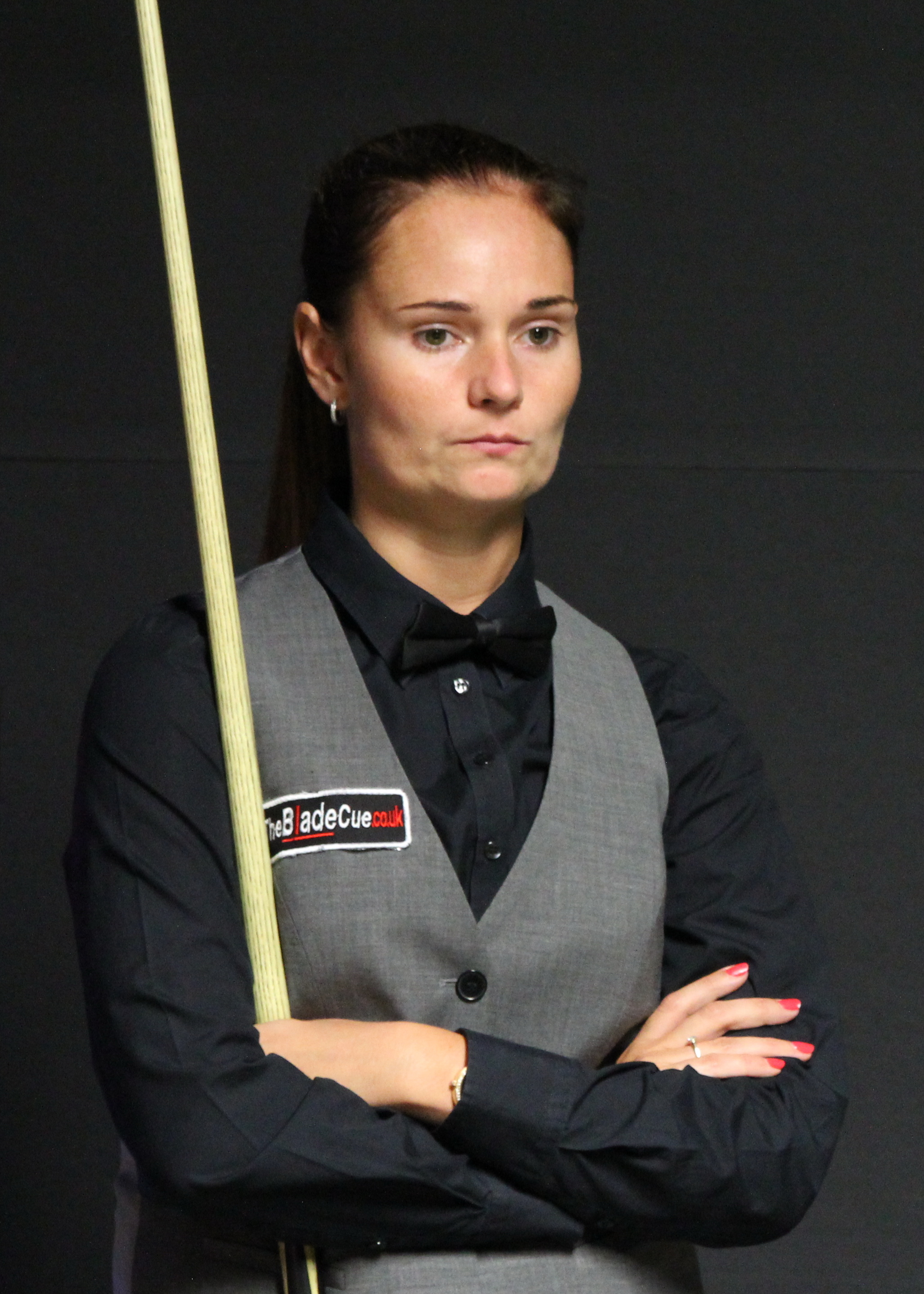
瑞娜·埃文斯

瑞娜·埃文斯，MBE（Reanne Evans，1985年10月25日—），是一名英格蘭前職業司諾克選手，現在作為業餘選手參賽。她是多個WLBSA女子世界司諾克冠軍，她在2005年至2014年連續十次獲得冠軍之後，在2015年的半決賽中輸給了吳安儀。在2010-11賽季，她參加了主要的職業司諾克巡迴賽，但沒有贏得任何比賽，並且在隨後的賽季中無法保留她在巡迴賽中的位置。2013年5月，她以業餘身份獲得2013年無錫精英賽資格，成為有史以來第一位進入司諾克排名賽正赛階段的女性。她成為四名被選中與當地對手比賽的外卡球員之一，在那裡她以2-5輸給了朱英輝。